# Kvarnhjulshatt
Kvarnhjulshatt är en damhatt som användes omkring sekelskiftet 1800–1900. Det till synes "överdrivna" storleken har sin grund i att kvinnorna, på den tiden, hade stora håruppsättningar (så kallade "gibsonknutar") som hatten skulle fånga in. Den dekorerades med band eller fjädrar.